# Somaconcha
Somaconcha es un lugar despoblado español perteneciente al municipio de Pesquera, en la comunidad autónoma de Cantabria. Conserva una pequeña ermita y un par de casas en buen estado. A pesar de ser un despoblado el lugar mantiene una cierta actividad gracias a que a unos 500 m se inicia el trayecto de la calzada romana de los blendios. Existe una buena información sobre el recorrido en el Área de interpretación de la calzada romana. El lugar ofrece abundante vegetación y ejemplares de robles, y hayas. En el entorno hubo desde tiempos lejanos buena caza de zorro, liebre, lobo y jabalí.

## Toponimia
Su topónimo deriva, por un lado, del latín summa, superlativo correspondiente a superior; por otro lado, la palabra concha puede hacer referencia al camino pavimentado con piedras —en algunas zonas de Cantabria se llaman conchas a los caminos empedrados— o bien deriva del latín conca, que significa valle (cuenca) entre montañas. Según esta última acepción significaría, por tanto, lo más alto de la cuenca.

## Geografía
Ubicación
Somaconcha está situado al sur de la comunidad de Cantabria. Su territorio está representado en la hoja MTN50 (escala 1:50 000) 83 del Mapa Topográfico Nacional.
| Noroeste: Montabliz | Norte: Mediaconcha | Noreste: Mediaconcha |
| Oeste: —            |                    | Este: —              |
| Suroeste Rioseco    | Sur: Pesquera      | Sureste: Ventorrillo |

Orografía y paisaje
El lugar se encuentra, a nivel geológico, en el extremo oriental del Macizo Asturiano, en concreto en la unidad Franja del Escudo del Besaya, cabalgamiento de dirección norte-sur en el que afloran materiales del Triásico y del Jurásico, en concreto conglomerados silíceos, areniscas, limolitas, ofitas, dolomías y calizas. La zona se caracteriza por un paisaje fallado, de montes y valles; Somaconcha se sitúa aproximadamente a 710 m s. n. m., en un collado a medio camino entre los valles del Bisueña y del Besaya.

## Urbanismo

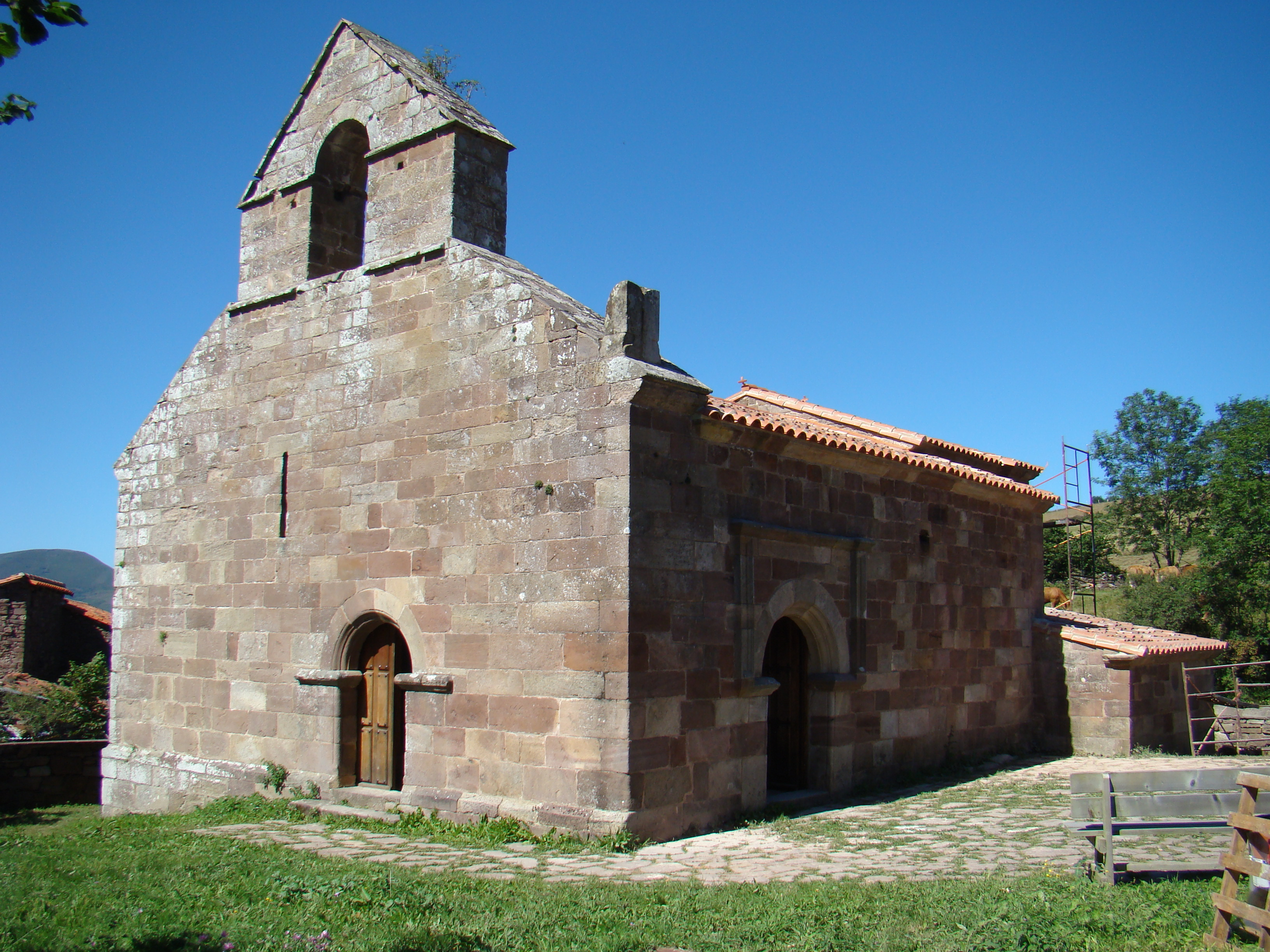
Ermita de Somaconcha. Buenos sillares y dos portadas con grandes dovelas. Espadaña y campanas

En Somaconcha pueden verse dos o tres casas de arquitectura popular, todas ellas deshabitadas. Alguna presenta un muro con entramado de madera y zapatas también de madera. El edificio más singular es la ermita construida con sillares de buena factura, de piedra rosada. En su fachada occidental se abre una puerta de acceso enmarcada con grandes dovelas. Por encima se alza una pequeña espadaña que termina en triángulo y que tiene un vano para la campana. La otra puerta se halla en el costado sur; tiene también grandes dovelas y está enmarcada a modo de alfiz. El diccionario geográfico de Madoz nombra la ermita como «ermita de Somaconcha», perteneciente al municipio de Pesquera y ubicada a sus afueras, en un barrio llamado así, Somaconcha, pero no da más información sobre el lugar.

## Calzada de los Blendios

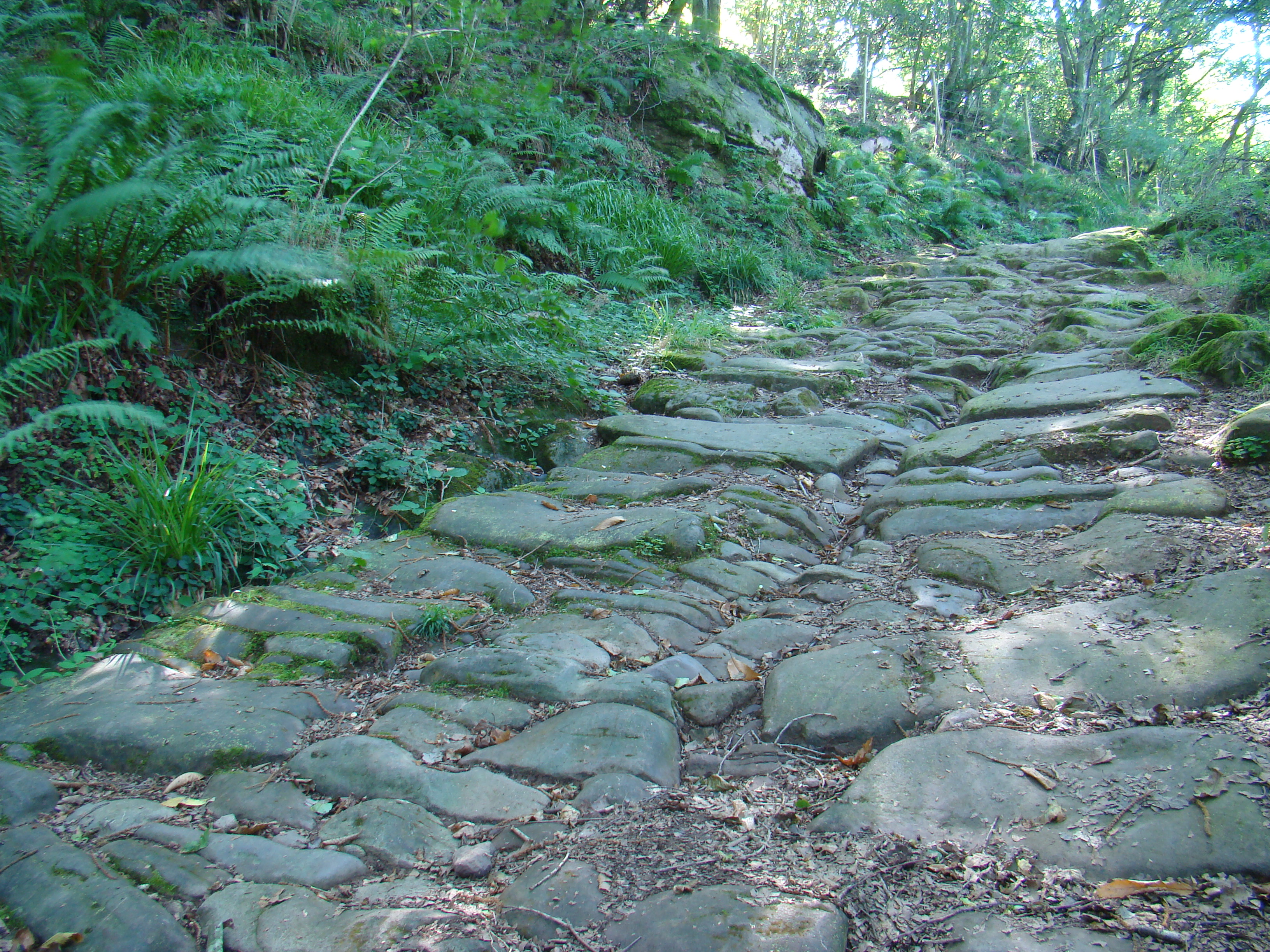
Calzada romana, tramo a su paso por Somaconcha

Calzada de los Blendios es el nombre que se dio a una ruta de sendero de gran recorrido que fue homologado por la Federación Española de Montañismo y Escalada cuya pretensión fue recuperar para el senderismo un trazado de calzada romana que se sabe unía Pisoraca (Herrera de Pisuerga) con Portus Blendium (Suances).
Este sendero se acerca bastante al primitivo trazado de la calzada de cuya construcción solo se conservan algunos tramos, algún puente —reformado a través de los siglos— y varios miliarios, considerados como piezas arqueológicas importantes. El lugar de Somaconcha se encuentra en el kilómetro 16 de la cuarta etapa del itinerario que va desde Reinosa a Bárcena de Pie de Concha. En Somaconcha comienza el tramo mejor conservado, que se introduce en un espeso bosque y que muestra unas losas de gran tamaño. Después de un kilómetro de marcha el camino llega hasta otro pequeño lugar llamado Mediaconcha. Continúa hasta Pie de Concha para terminar en Bárcena de Pie de Concha.